# أميليا جونز
أميليا جونز (بالإنجليزية: Amelia Jones) هي مؤرخة الفن أمريكية، ولدت في 14 يوليو 1961 في درم في الولايات المتحدة.